# Jonathan Rioux
Jonathan Rioux (ur. 2 lipca 1983) – kanadyjski zapaśnik. Zajął 18 miejsce na mistrzostwach świata w 2007. Brąz na mistrzostwach panamerykańskich w 2007. Piąty na igrzyskach panamerykańskich w 2007. Pierwszy i drugi na mistrzostwach Wspólnoty Narodów w 2005 roku. Zawodnik Concordia University.